# Seicercus valentini
A Seicercus valentini a verébalakúak (Passeriformes) rendjébe, ezen belül a füzikefélék (Phylloscopidae) családjába és a Seicercus nembe tartozó faj. 11-12 centiméter hosszú. Ázsia délkeleti részének erdőiben él; Közép- és Délkelet-Kínában, Észak-Mianmarban és Észak-Vietnámban költ, télen az északi részekről délebbre vándorol. Többnyire rovarokkal táplálkozik.

## Alfajai
- S. v. valentini (E. J. O. Hartert, 1907) – Közép-Kínában költ;
- S. v. latouchei (Bangs, 1929) – Délkelet-Kínában és Észak-Vietnámban költ.

## Fordítás
- Ez a szócikk részben vagy egészben  a   Bianchi's warbler című angol Wikipédia-szócikk fordításán alapul.  Az eredeti cikk szerkesztőit annak laptörténete sorolja fel. Ez a jelzés csupán a megfogalmazás eredetét és a szerzői jogokat jelzi, nem szolgál a cikkben szereplő információk forrásmegjelöléseként.